# You’ve Got to Laugh
You’ve Got to Laugh – album Nika Kershawa wydany 26 października 2006 w jego własnej wytwórni płytowej "Shorthouse Records". Żadna z piosenek wydanych na płycie nie ukazała się w formie singla.

## Lista utworów
1. "Can’t Get Arrested" – 4:41
2. "Oh You Beautiful Thing" – 3:15
3. "Lost" – 4:40
4. "All About You" – 4:35
5. "Promises, Promises" – 3:52
6. "I Hope You’re Happy Now" – 3:20
7. "Old House" – 4:02
8. "Yeah, Yeah" – 3:50
9. "Born Yesterday" – 4:50
10. "Loud, Confident & Wrong" – 3:39
11. "She Could Be the One" – 5:17
12. "You Don’t Have to Be the Sun" – 5:39